# Мишкинская волость
Мишкинская во́лость — волость в Бирском уезде Уфимской губернии. Волостной центр — деревня Мишкина (ныне село Мишкино.
Ныне территория волости в составе Мишкинского района Республики Башкортостан Российской Федерации.

## География
В пределах волости протекают речки Бирь, Большой Иняк, Шади и Малый Иняк; имеются удельная Тимашевская, казенная Мишкинская и башкирская Кигазытамаковская лесные дачи.

## Состав
В волости на 1906 год 32 селения.
- Александровский (Вышенский)
- Андреевский (Зоринский)
- Арзаматова
- Бабаева (ныне Бабаево)
- Байбаково
- Брюховский (Вязовский)
- Верхне-Сорокина
- Елышева
- Ирсаева
- Красный Ключ
- Кигазытамакова
- Кочкильдина (Сосновка)
- Митряева
- Мишкина — волостной центр
- Морки
- Нижне-Сорокина
- Николаевский
- Ново-Акбулатова (Курзи)
- Ново-Арзаматова
- Ново-Васильевский
- Ново-Васькина
- Ново-Ключева
- Петропавловский
- Сабаева
- Старо-Акбулатова
- Старо-Васькина
- Сухоязова
- Уржумова
- Урьяды
- Чебыкова
- Яндыганова (Ключи)

## Население
На 1905 год жителей обоего пола 15594 душ.

## Инфраструктура
По справочнику 1906 года единственный род занятий населения — земледелие. 